# Eleanor Roosevelt (Schiff)
Die Eleanor Roosevelt ist eine als Katamaran konzipierte Ro-Pax-Fähre der spanischen Reederei Baleària Eurolíneas Maritimas. Sie verkehrt im Fährverkehr von Denia zu den Balearischen Inseln Ibiza und Mallorca.

## Geschichte
Der vom australischen Unternehmen Incat Crowther entworfene Katamaran des Typs Incat Crowther 123 wurde unter der Baunummer G021 auf der Werft Astilleros Armon Gijón für die spanische Reederei Baleària Eurolíneas Maritimas gebaut. Die Kiellegung fand im Juni 2019, der Stapellauf im September 2020 statt. Die Fertigstellung der Fähre erfolgte am 26. April 2021. Rumpf und Aufbauten wurden aus Aluminium gefertigt. Die Baukosten beliefen sich auf 90 Mio. Euro. Ihr folgte das – u. a. mit zusätzlichem Passagierdeck und stärkeren Motoren ausgestattete – Schwesterschiff Margarita Salas.
Die Fähre gilt als die erste Schnellfähre mit Dual-Fuel-Antrieb. Sie wurde am 1. Mai 2021 auf der Fährverbindung zwischen Dénia und den Balearischen Inseln Ibiza (Ibiza) und Mallorca (Palma) in Dienst gestellt.
Die Fähre wurde von der spanischen Vereinigung Asociación de Ingenieros Navales y Oceánicos de España (AINE) als herausragendstes Schiffbauprojekt 2021 ausgezeichnet. Benannt ist sie nach der US-amerikanischen Menschenrechtsaktivistin Eleanor Roosevelt.

## Technische Daten und Ausstattung
Das Schiff wird von vier Viertakt-Sechzehnzylinder-Dual-Fuel-Motor des Typs Wärtsilä 16V31DF mit jeweils 8800 kW Leistung angetrieben. Die Motoren wirken über Untersetzungsgetriebe auf vier Wasserstrahlantriebe. Jeweils zwei der Antriebsmotoren sind in den Maschinenräumen in den beiden Rümpfen des Katamarans untergebracht. Das Schiff ist mit zwei Propellergondeln als Querstrahlruder im Bugbereich der beiden Rümpfe ausgestattet. Für die Stromerzeugung stehen zwei von Dieselmotoren mit jeweils 130 kW Leistung und zwei von Gasmotoren mit jeweils 344 kW Leistung angetriebene Generatoren zur Verfügung.
Die Fähre verfügt über zwei Fahrzeugdecks. Das Fahrzeugdeck auf dem Hauptdeck ist über eine herunterklappbare Heckrampe zugänglich. Das darüber liegende Fahrzeugdeck ist über eine Rampe mit dem Fahrzeugdeck auf dem Hauptdeck verbunden. Auf dem Hauptdeck stehen 500 Spurmeter zur Verfügung. Die nutzbare Höhe auf dem Hauptdeck beträgt 4,85 m und auf dem darüber liegenden Fahrzeugdeck 2,40 m. Die Fähre kann 450 Pkw befördern.
Über den Fahrzeugdecks befinden sich zwei weitere Decks, ein Deck mit den Einrichtungen für die Passagiere und ein Deck mit der Brücke und den Einrichtungen für die Schiffsbesatzung. Den Passagieren stehen mehrere Aufenthaltsräume, ein Schnellrestaurant und ein Kiosk sowie ein Kinderspielbereich zur Verfügung. Im hinteren Bereich des Passagierdecks befindet sich ein offener Decksbereich. Die Inneneinrichtung der Fähre wurde von Oliver Design entworfen.